# Ošljak (ostrov)

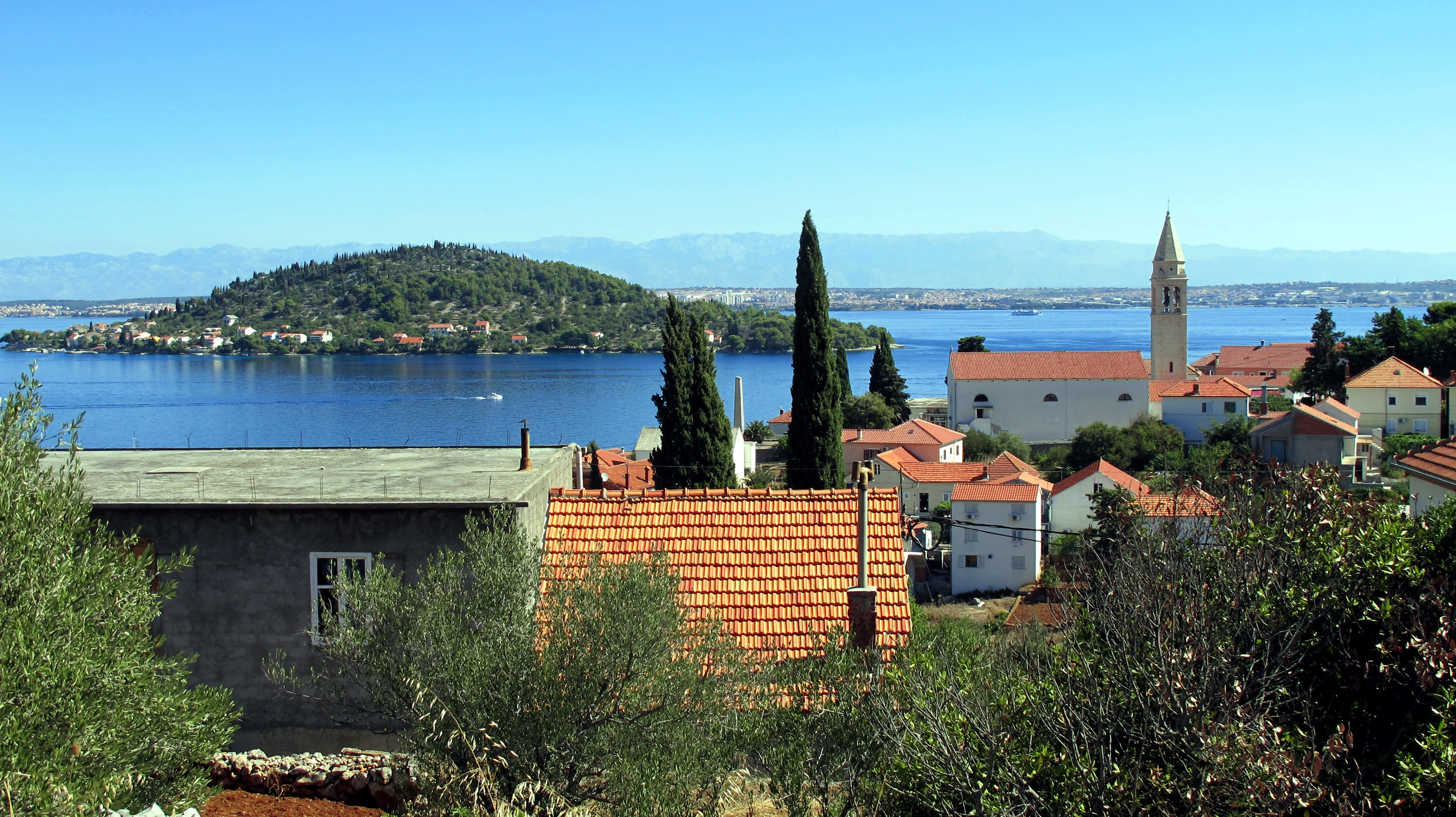
Pohled na ostrov od vesnice Kali (v popředí).

Ošljak (italsky Calugerà) je malý ostrov, jeden z nejmenších osídlených ostrovů na chorvatském pobřeží Jaderského moře. Jeho rozloha činí 0,332 km², podle posledního sčítání lidu zde žilo 29 obyvatel v jediné vesnici stejného názvu.
Ostrov se nachází v Zadarském kanálu ve vzdálenosti 780 m od místa Kali a 940 m od místa Preko na ostrově Ugljan. Administrativně spadá ostrov pod općinu Preko. Délka břežní čáry činí 2,41 km a nejvyšší vrchol má 89 metrů. Vesnice Ošljak zabírá 950 m pobřeží na západní straně ostrova a zasahuje až 70 m od břežní čáry. Od roku 1985 je na ostrově vyhlášena přírodní rezervace. Místní obyvatelstvo se vždy živilo rybolovem. Samotná obec je díky své odlehlosti dobře dochovanou ukázkou středozemní architektury. Mezi místní památky patří např. kostel P. Marie ze 6. století nebo pozůstatek větrného mlýna ze století šestnáctého. 
Dopravně obec i ostrov obsluhuje přístav o hloubce čtyř metrů. Na ostrově nejsou žádné zpevněné silnice. 

## Historie
Ostrov je osídlen již od starověku; byly zde nalezeny pozůstatky římského osídlení. Ve středověku byl ostrov ve vlastnictví zadarského arcibiskupství, později byl majetkem zadarských šlechtických rodin. 
Vzhledem ke svému strategickému významu byl několikrát (1242, 1311-1313) místem vylodění benátského loďstva během jeho výpadů na město Zadar. V roce 1320 se ostrov připomíná jako majetek zadarského arcibiskupství. Roku 1630 zde byl zbudován lazaret pro nemocné morem. V roce 1775 zde byly zbudovány větrné mlýny, které se však do dnešní doby nedochovaly. Jejich majitelé je opustili, neboť se jim jejich provoz nevyplácel. V letech 1929-1958 se na ostrově nacházela také základní škola. 